# Cobubatha metaspilaris
Cobubatha metaspilaris är en fjärilsart som beskrevs av Walker 1863. Cobubatha metaspilaris ingår i släktet Cobubatha och familjen nattflyn. Inga underarter finns listade i Catalogue of Life.